# Sebastian Holzbrecher
Sebastian Holzbrecher (* 1982 in Suhl) ist ein deutscher römisch-katholischer  Kirchenhistoriker.

## Leben
Nach dem Studium (2001–2006) der katholischen Theologie an der Universität Erfurt war er von 2009 bis 2013 wissenschaftlicher Mitarbeiter der Universität Erfurt (Lehrstuhl für Kirchengeschichte des Mittelalters und der Neuzeit, Josef Pilvousek). Nach der Promotion 2013 zum Dr. theol. in Erfurt hatte er von 2013 bis 2015 Lehraufträge an den Universitäten Erfurt und Regensburg. Nach der Habilitation 2019 an der Universität Mainz ist er seit 2024 Universitätsprofessor an der Universität Hamburg.
Seine Forschungsschwerpunkte sind frühe Neuzeit/Konfessionalisierung/Ordensgeschichte, Kirche und Krieg im 20. Jahrhundert, katholische Kirche im Nationalsozialismus und in der SBZ/DDR, zweites Vatikanisches Konzil/Konzilsrezeption/postkonziliare Synoden und kirchliche und gesellschaftliche Transformationsprozesse 20. und 21. Jahrhundert in Europa.

## Schriften (Auswahl)
- Weihbischof Joseph Ferche (1888–1965). Seelsorger zwischen den Fronten (= Arbeiten zur schlesischen Kirchengeschichte, Bd. 17), Aschendorff, Münster 2007, ISBN 3-402-10175-0.
- mit Torsten W. Müller (Hg.): Kirchliches Leben im Wandel der Zeiten. Perspektiven und Beiträge der (mittel-)deutschen Kirchengeschichtsschreibung. Festschrift für Josef Pilvousek (= Erfurter theologische Schriften. Band 104). Echter, Würzburg 2013, ISBN 978-3-429-03594-5.
- Der Aktionskreis Halle. Postkonziliare Kontroversen im Katholizismus der DDR (= Erfurter Theologische Studien, Bd. 105), Echter Verlag, Würzburg 2014, ISBN 978-3-429-03627-0.
- mit Lea Herberg (Hg.): Theologie im Kontext des Ersten Weltkrieges. Aufbrüche und Gefährdungen (= Erfurter Theologische Schriften Bd. 49), Echter Verlag, Würzburg 2016, ISBN 978-3-429-03950-9.
- mit Jörg Seiler (Hg.): Aussöhnung im Konflikt. Historische Perspektiven auf den Briefwechsel der polnischen und deutschen Bischöfe 1965, (= Erfurter Theologische Schriften, Bd. 50), Echter Verlag, Würzburg 2017, ISBN 978-3-429-04360-5.
- mit Benedikt Kranemann, Julia Knop und Jörg Seiler (Hg.): Revolte in der Kirche? Das Jahr 1968 und seine Folgen, Herder, Freiburg 2018, ISBN 978-3-451-38065-5.